# Miguel Angel Alba Díaz
Miguel Angel Alba Díaz (ur. 23 stycznia 1951 w Monterrey) – meksykański duchowny katolicki, biskup diecezji La Paz en la Baja California Sur od 2001.

## Życiorys
Święcenia kapłańskie przyjął 31 maja 1975 i został inkardynowany do archidiecezji Monterrey. Po dwuletnim stażu duszpasterskim został pracownikiem miejscowego seminarium. Pełnił w nim funkcje sekretarza generalnego, koordynatora Instytutu Filozofii oraz rektora.

### Episkopat
10 czerwca 1995 został mianowany przez papieża Jana Pawła II biskupem pomocniczym archidiecezji Antequera ze stolicą tytularną Fesseë. Sakry biskupiej udzielił mu 25 lipca tegoż roku kard. Adolfo Antonio Suárez Rivera.
16 czerwca 2001 został mianowany biskupem diecezji La Paz en la Baja California Sur.